# Chiesa di Notre-Dame des Cyclistes
La Cappella Notre-Dame des Cyclistes (Nostra Signora dei Ciclisti) è situata nel comune di Labastide-d'Armagnac nelle Landes, Regione Nuova Aquitania, in Francia.

## Storia
Questa cappella è stata dedicata alla Vergine patrona dei ciclisti da parte del Papa Giovanni XXIII nel 1958. Da allora questa cappella è stata convertita in museo del ciclismo per i ciclisti, corridori e turisti, francesi.
Numerosi campioni hanno lasciato le loro maglie, tra cui André Darrigade, Jacques Anquetil, Louison Bobet, Tom Simpson, Bernard Hinault, Raymond Poulidor, Eddy Merckx, Luis Ocaña.

## Altri luoghi dedicati al ciclismo

### In Italia
La Madonna del Ghisallo situata nel comune di Magreglio vicino al Lago di Como e che era stata dedicata al ciclismo italiano nel 1948 da parte del Papa Pio XII.

### In Spagna
Nuestra Señora de Dorleta (in basco Dorletako Ama), in italiano "Nostra Signora di Dorleta", è considerata la padrona dei ciclisti in Spagna. Il santuario è ubicato a Leintz-Gatzaga, nella provincia di Gipuzkoa.